# Mistrzostwa Polski w Skokach Narciarskich 1980
55. Mistrzostwa Polski w Skokach Narciarskich – zawody o mistrzostwo Polski w skokach narciarskich, które odbyły się w dniach 2-3 lutego 1980 roku na skoczniach Skalite w Szczyrku oraz Malince w Wiśle. 
W konkursie indywidualnym na skoczni normalnej zwyciężył Piotr Fijas, srebrny medal zdobył Stanisław Bobak, a brązowy – Stanisław Pawlusiak. Na dużym obiekcie najlepszy okazał się Pawlusiak przed Fijasem i Bobakiem.

## Wyniki

### Konkurs indywidualny na normalnej skoczni (Szczyrk, 02.02.1980)
| Miejsce | Zawodnik              | Klub               | Skok 1 | Skok 2 | Punkty |
| ------- | --------------------- | ------------------ | ------ | ------ | ------ |
| 1.      | Piotr Fijas           | BBTS Bielsko-Biała | 86,0   | 81,0   | 244,6  |
| 2.      | Stanisław Bobak       | WKS Zakopane       | 77,5   | 84,5   | 235,6  |
| 3.      | Stanisław Pawlusiak   | BBTS Bielsko-Biała | 83,5   | 78,5   | 233,6  |
| 4.      | Józef Pawlusiak       | BBTS Bielsko-Biała | 77,5   | 77,0   | 221,1  |
| 5.      | Stanisław Kawulok     | ROW Rybnik         | 73,0   | 75,0   | 212,7  |
| 6.      | Kazimierz Długopolski | Start Zakopane     | 71,5   | 73,5   | 205,4  |
| 7.      | Andrzej Kowalski      | WKS Zakopane       | 74,0   | 73,0   | 204,6  |
| 8.      | Józef Tajner          | Olimpia Goleszów   | 71,5   | 72,5   | 199,3  |

Do konkursu zostało zgłoszonych 50 zawodników.

### Konkurs indywidualny na dużej skoczni (Wisła, 03.02.1980)
| Miejsce | Zawodnik              | Klub               | Skok 1 | Skok 2 | Punkty |
| ------- | --------------------- | ------------------ | ------ | ------ | ------ |
| 1.      | Stanisław Pawlusiak   | BBTS Bielsko-Biała | 90,5   | 91,0   | 229,9  |
| 2.      | Piotr Fijas           | BBTS Bielsko-Biała | 90,0   | 89,0   | 226,4  |
| 3.      | Stanisław Bobak       | WKS Zakopane       | 90,0   | 86,0   | 221,3  |
| 4.      | Józef Pawlusiak       | BBTS Bielsko-Biała | 87,5   | 86,0   | 219,2  |
| 5.      | Janusz Waluś          | BBTS Bielsko-Biała | 88,0   | 86,0   | 218,9  |
| 6.      | Kazimierz Długopolski | Start Zakopane     | 89,0   | 79,5   | 210,2  |
| 7.      | Stanisław Kawulok     | ROW Rybnik         | 81,5   | 81,5   | 207,2  |
| 8.      | Jan Łoniewski         | WKS Zakopane       | 87,0   | 81,5   | 206,2  |

Do konkursu zostało zgłoszonych 47 zawodników.